# NGC 3016
NGC 3016 ist eine Spiralgalaxie vom Hubble-Typ Sb im Sternbild Löwe. Sie ist schätzungsweise 396 Millionen Lichtjahre von der Milchstraße entfernt.
Das Objekt wurde am 21. März 1854 vom irischen Astronomen R. J. Mitchell, einem Assistenten von William Parsons, entdeckt.